# Craven
Craven – dawny dystrykt niemetropolitalny w hrabstwie North Yorkshire w Anglii. Utworzony 1 kwietnia 1974, zlikwidowany 1 kwietnia 2023; włączony do nowo utworzonej jednostki typu unitary authority North Yorkshire.

## Miasta
- Bentham
- Grassington
- Settle
- Skipton

## Inne miejscowości
Aire View, Airton, Appletreewick, Arncliffe, Austwick, Barden, Beamsley, Beckermonds, Bordley, Brackenbottom, Bradley, Broughton, Buckden, Burnsall, Burton in Lonsdale, Calton, Carleton, Clapham, Coniston Cold, Cononley, Cowling, Cracoe, Cray, Cross Hills, Draughton, East Marton, Elslack, Embsay, Eshton, Farnhill, Foxup, Gargrave, Giggleswick, Glusburn, Greenhow, Halton East, Halton Gill, Halton West, Hanlith, Hartlington, Hawkswick, Hebden, Hellifield, Hesleden, Hetton, High Birkwith, Horton in Ribblesdale, Hubberholme, Ingleton, Kettlewell, Kildwick, Kilnsey, Kirkby Malham, Langcliffe, Lawkland, Linton, Litton, Long Preston, Lothersdale, Malham, Masongill, Nappa, Otterburn, Oughtershaw, Rathmell, Rylstone, Stainforth, Starbotton, Sutton-in-Craven, Swinden, Thornton-in-Craven, Thornton in Lonsdale, Thorpe, Threshfield, Tosside, West Marton, Wharfe, Wigglesworth, Winterburn, Yockenthwaite.